# Теодор Дюре
Теодор Дюре (фр. Théodore Duret; 20 січня 1838, Сент — 16 січня 1927, Париж) — французький письменник, журналіст, колекціонер і критик мистецтва.

## Біографія
Народився в Сенті 20 січня 1838 року. Як і його батько Теодор Дюре був торговцем коньяком, Теодор Дюре свого часу був відомий у паризьких колах як переконаний республіканець, засновник у 1868 році тижневика La Tribune, де працювали Еміль Зола та Жуль Феррі.
Теодор Дюре був також значним колекціонером. Його багата колекція імпресіоністичних картин була виставлена на продаж у березні 1894 року.
Дюре помер у Парижі 16 січня 1927 року в своєму будинку за адресою rue d'Amsterdam. Він похований у Парижі на цвинтарі Пер-Лашез (65 відділення) у родинному склепі Молінара Старшого.

## Навколосвітня подорож
Теодор Дюре також відомий як мандрівник. Спершу він мандрував з професійною метою, а згодом заради задоволення. В навколосвітню подорож Дюре вирушив разом з банкіром, журналістом і колекціонером мистецтва Анрі Чернускі. В рамках навколосвітньої подорожі 25 жовтня 1871 року вони висадилися в Японії, де залишалися до лютого 1872 року, хоча в той час громадянам західних країн було заборонено подорожувати в цю країну, за винятком небагатьох дипломатичних місій. В Японії Дюре і Чернускі проїхали найвідомішою в Японії дорогою Токайдо, проілюстрованою Хірошіґе. Знайомство з творчістю Хірошіґе дало поштовх до зацікавлення японським мистецтвом та придбання численних естампів у стилі укійо-е. Таким чином Дюре відіграв важливу роль у поширенні в Європі японізму.
Крім Японії Дюре і Чернускі також відвідали Індію і Китай. У Китаї вони, зокрема, побували в таких містах, як Шанхай, Пекін, Нанкін, Кантон та Гонконг. Свої враження від мандрівки Дюре описав у книзі «Подорож в Азії» .

## Захисник імпресіоністів
Теодор Дюре був впливовим мистецтвознавцем і мав серед своїх друзів декількох художників (Едуард Мане, Густав Курбе — Дюре був одним із перших біографів останнього). Дюре був відомий як захисник імпресіоністів, про яких 1906 року він написав Історію, яка неодноразово перевидавалася, оскількив важалася важливим довідковим виданням про рух імпресіоністів.
1868 року, під час випадкової зустрічі в Іспанії Едуард Мане написав портрет Дюре на повний зріст, який зберігається зараз в Малому палаці в Парижі .

## Публікації
- Les peintres français en 1867 (фр.). Dentu. 1867..
- Voyage en Asie : le Japon, la Chine, la Mongolie, Java, Ceylan, l'Inde (фр.). Michel Lévy frères. 1874..
- Histoire des peintres impressionnistes: Pissarro, Claude Monet, Sisley, Renoir, Berthe Morisot, Cézanne, Guillaumin (фр.). H. Floury. 1906..
- Histoire de d'Édouard Manet et de son œuvre. Paris: Charpentier et Fasquelle. 1902 et 1906..
- Courbet. Paris: Bernheim-Jeune. 1918..